# Lübecker Straße 22 (Hombressen)

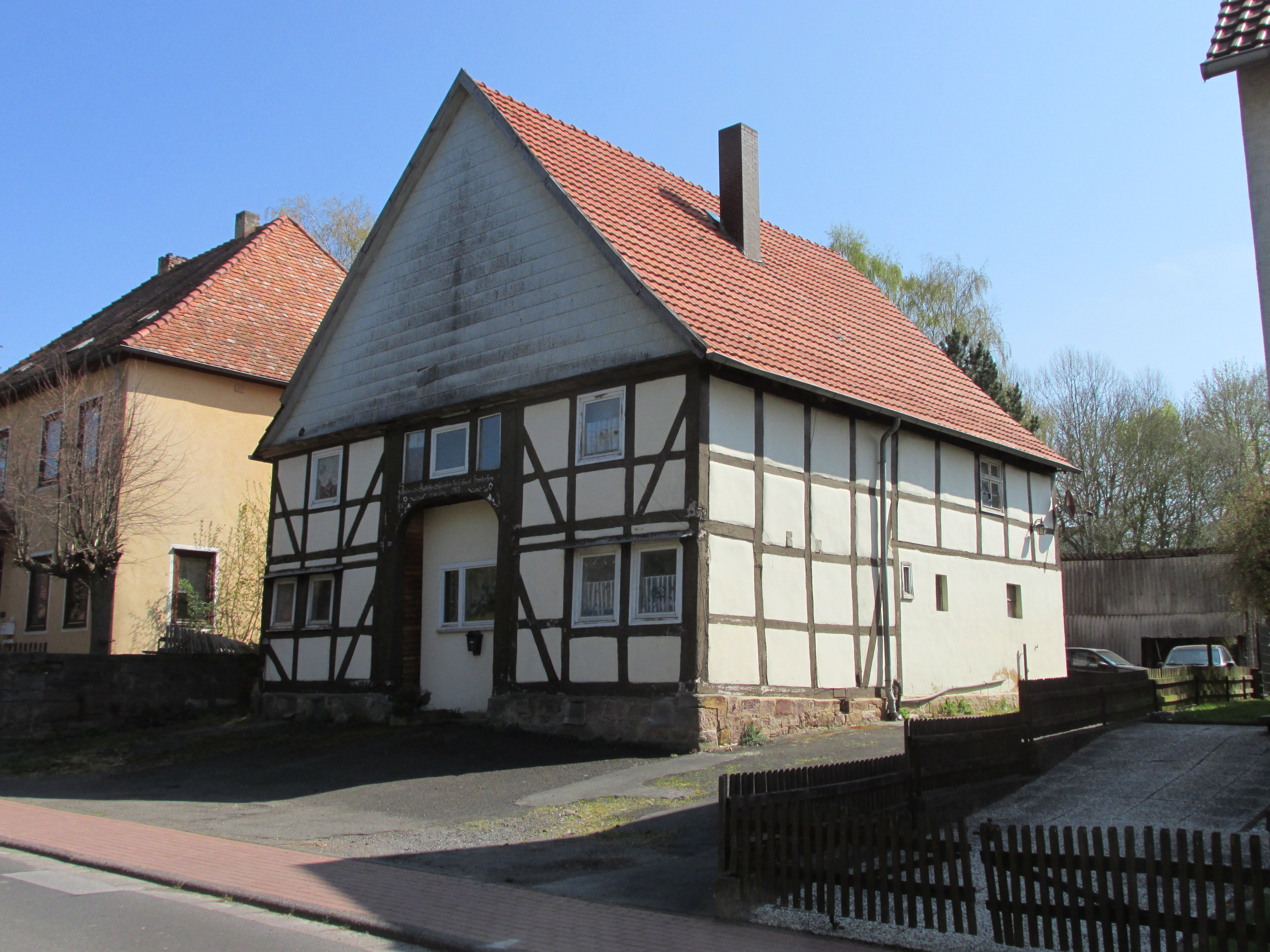
Gebäude Lübecker Straße 22 in Hombressen

Das Gebäude Lübecker Straße 22 in Hombressen, einem Stadtteil von Hofgeismar im Landkreis Kassel in Nordhessen, wurde 1783 errichtet. Das Diemelsächsische Bauernhaus ist ein geschütztes Kulturdenkmal.
Im zweigeschossigen Rähmbau mit regelmäßigem Fachwerk mit Streben an Bund- und Eckpfosten wurde das segmentbogige Dielentor entfernt, nur noch der Holzrahmen mit Inschriftbalken ist vorhanden. An der Stelle des Tores wurde eine Wand mit Fenster eingesetzt. 
Der Giebel wurde in neuerer Zeit verkleidet.